# Karleby kommun

Karlebys kommunvapen.

Karleby kommun (finska: Kaarlela, till 1927 Gamlakarleby landskommun, finska: Kokkolan maalaiskunta) är en före detta kommun i landskapet Mellersta Österbotten. Karleby kommun slogs 1 januari 1977 samman med Gamlakarleby stad (finska: Kokkola), förutom en del som uppgick i Kelviå kommun. Resultatet av kommunsammanslagningen blev Karleby stad (finska: Kokkola).
Karleby kommun hade svenska som majoritetsspråk till 1973.